# Гуадалупе-Пик
Гуадалу́пе-Пик (англ. Guadalupe Peak) — гора, находящаяся на территории национального парка Гуадалупе-Маунтинс в Техасе (США). Также известна под названием Сигнал-Пик (англ. Signal Peak). Высота горы составляет 2667 м (по другим данным — 2664 м). Её вершина является высшей точкой Техаса.

## География

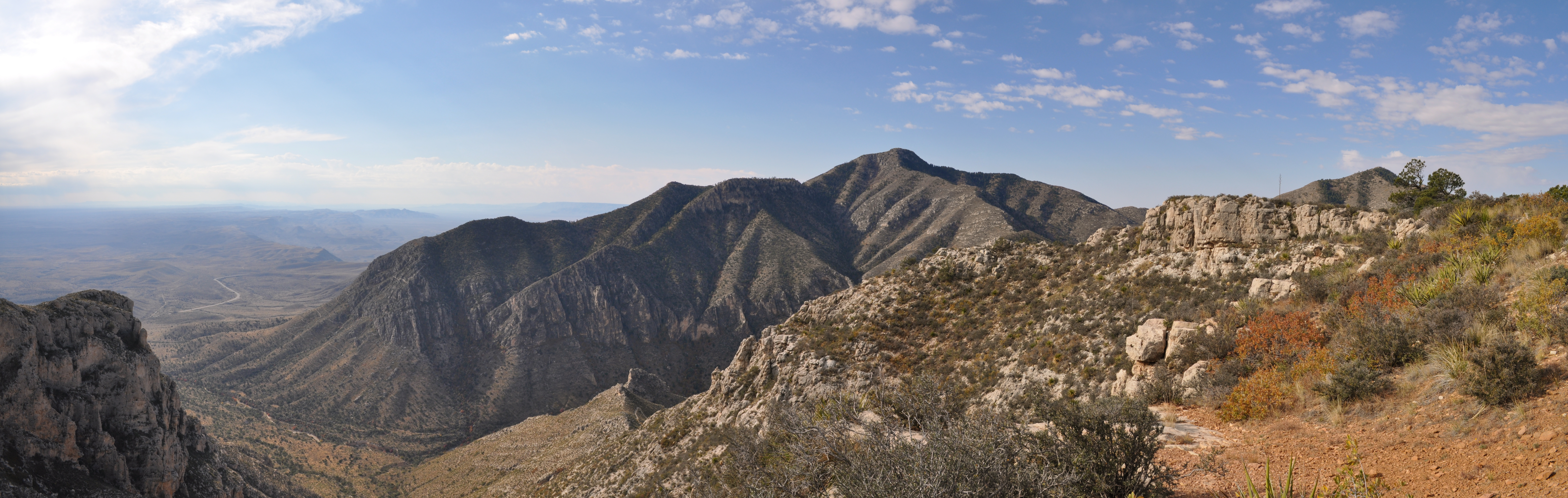
Вид на Гуадалупе-Пик с севера

Гуадалупе-Пик является высшей точкой одноимённого горного хребта Гуадалупе, расположенного на западе Техаса и юго-востоке Нью-Мексико. Гора расположена в округе Калберсон, примерно в 10 км южнее ближайшего участка границы штатов Техас и Нью-Мексико. К югу от неё простирается пустыня Чиуауа.
Гуадалупе-Пик находится примерно в 140 км к востоку от Эль-Пасо, в 105 км к северу от Ван-Хорна и в 80 км к юго-западу от Карлсбада.
С южной стороны к Гуадалупе-Пику примыкает скалистый пик Эль-Капитан. С северо-запада примыкают горы Шумард (Shumard Peak, 2626 м) и Бартлетт (Bartlett Peak, 2593 м). С севера проходит каньон Пайн-Спринг (англ. Pine Spring Canyon), за которым находятся горы Буш (Bush Mountain, 2631 м) и Хантер (Hunter Peak, 2550 м).
Относительная высота вершины Гуадалупе-Пика составляет 924 м — по этому параметру он занимает четвёртое место среди гор Техаса.

## Туристские маршруты

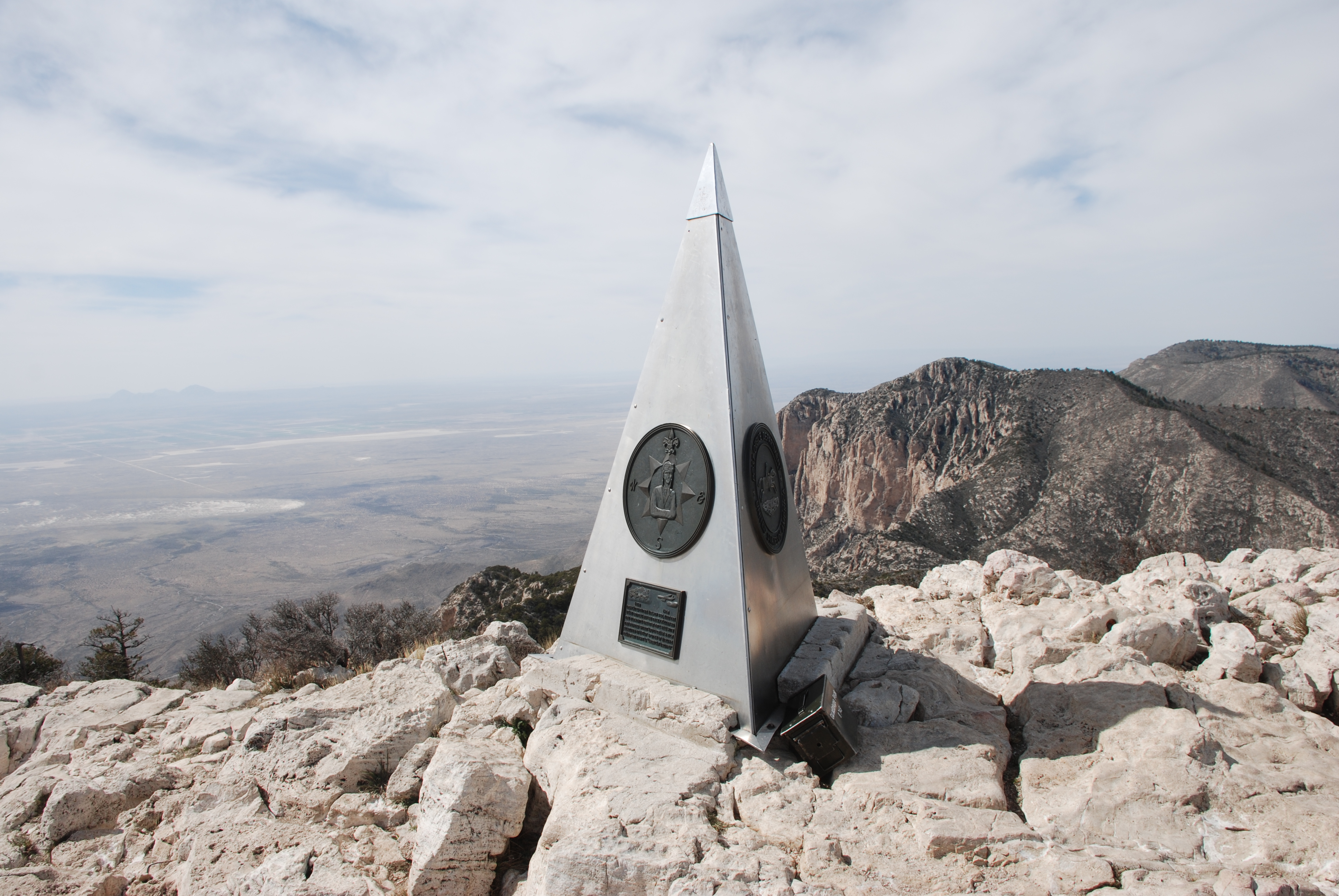
Обелиск на вершине горы

К вершине Гуадалупе-Пика ведёт тропа Guadalupe Peak Trail, которая начинается от автомобильной стоянки Pine Springs Campground, расположенной в нижней части каньона Пайн-Спринг, примерно в одном километре от въезда в парк и информационного центра для посетителей Pine Springs Visitor Center. Длина тропы (в один конец) около 6,8 км, перепад высот около 900 м. Для прохождения маршрута (в оба конца) может потребоваться от 6 до 8 часов, при условии достаточно хорошей физической подготовки.
На вершине Гуадалупе-Пика находится небольшой обелиск пирамидальной формы, изготовленный из нержавеющей стали. Он был установлен в 1958 году по инициативе авиакомпании American Airlines, в честь 100-летия почтового маршрута Butterfield Overland Mail, проходившего немного южнее Гуадалупе-Пика и Эль-Капитана.

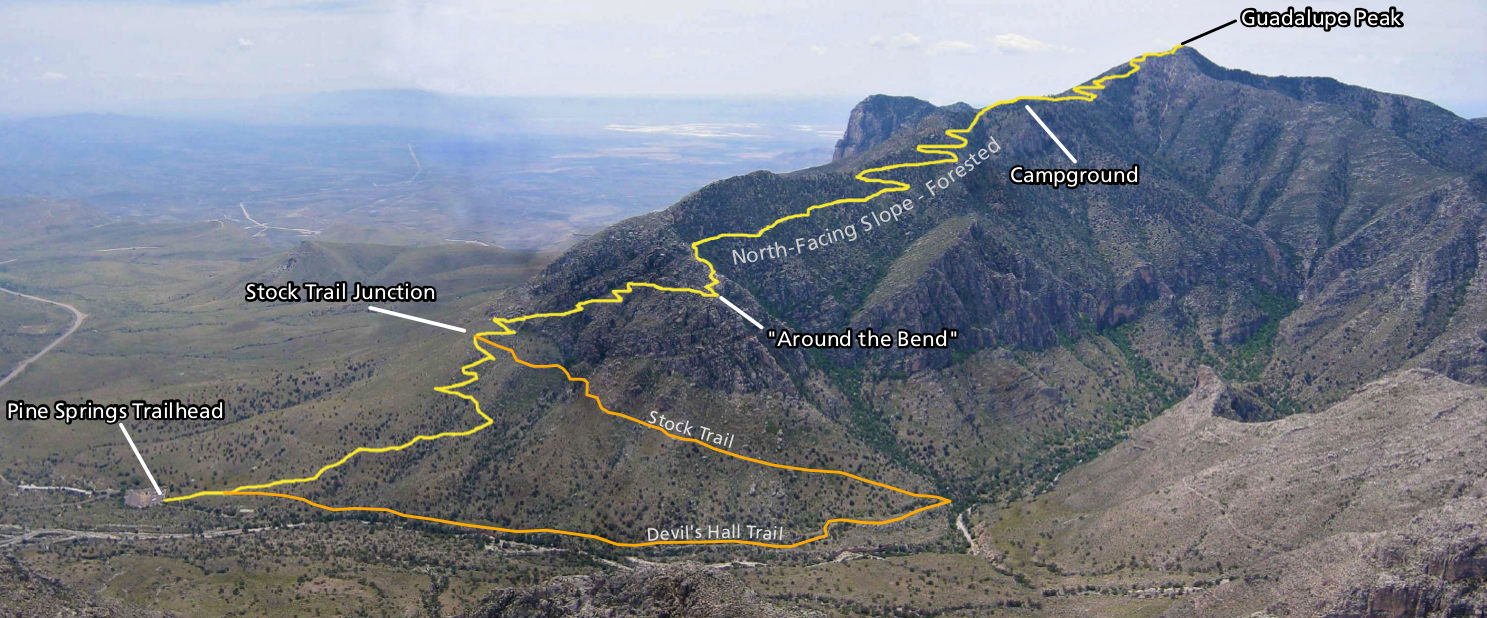
Тропа на Гуадалупе-Пик
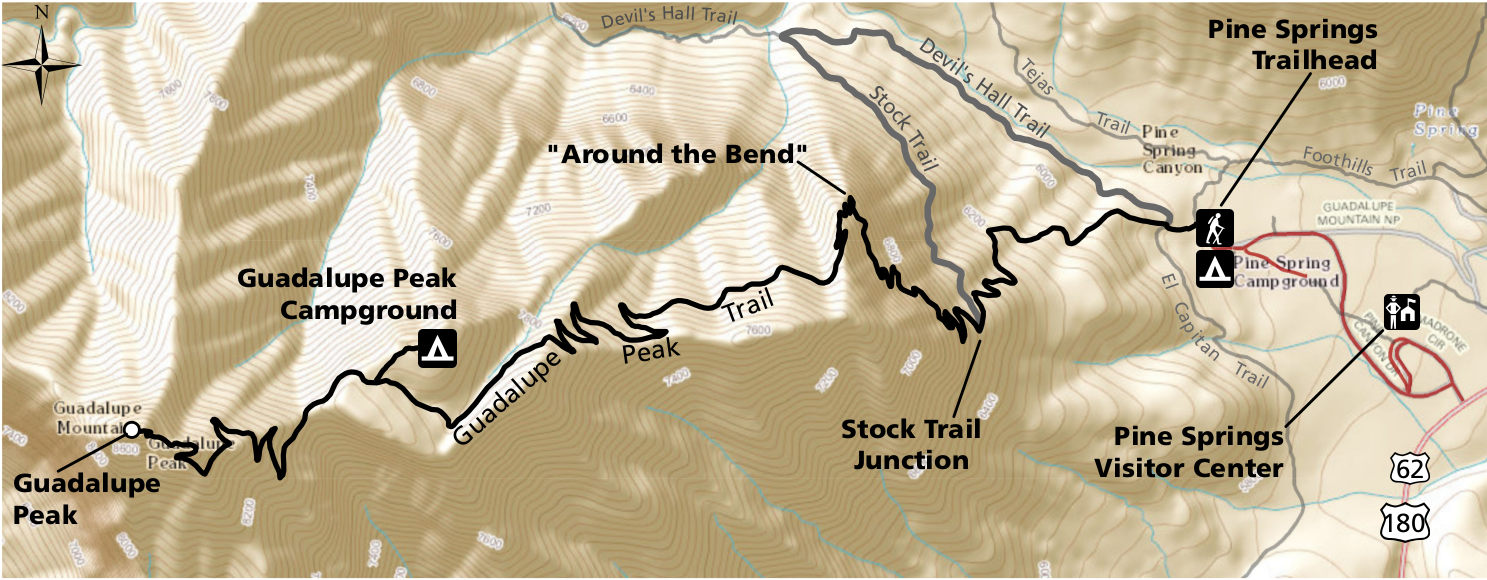
Карта тропы на Гуадалупе-Пик

## Фотогалерея

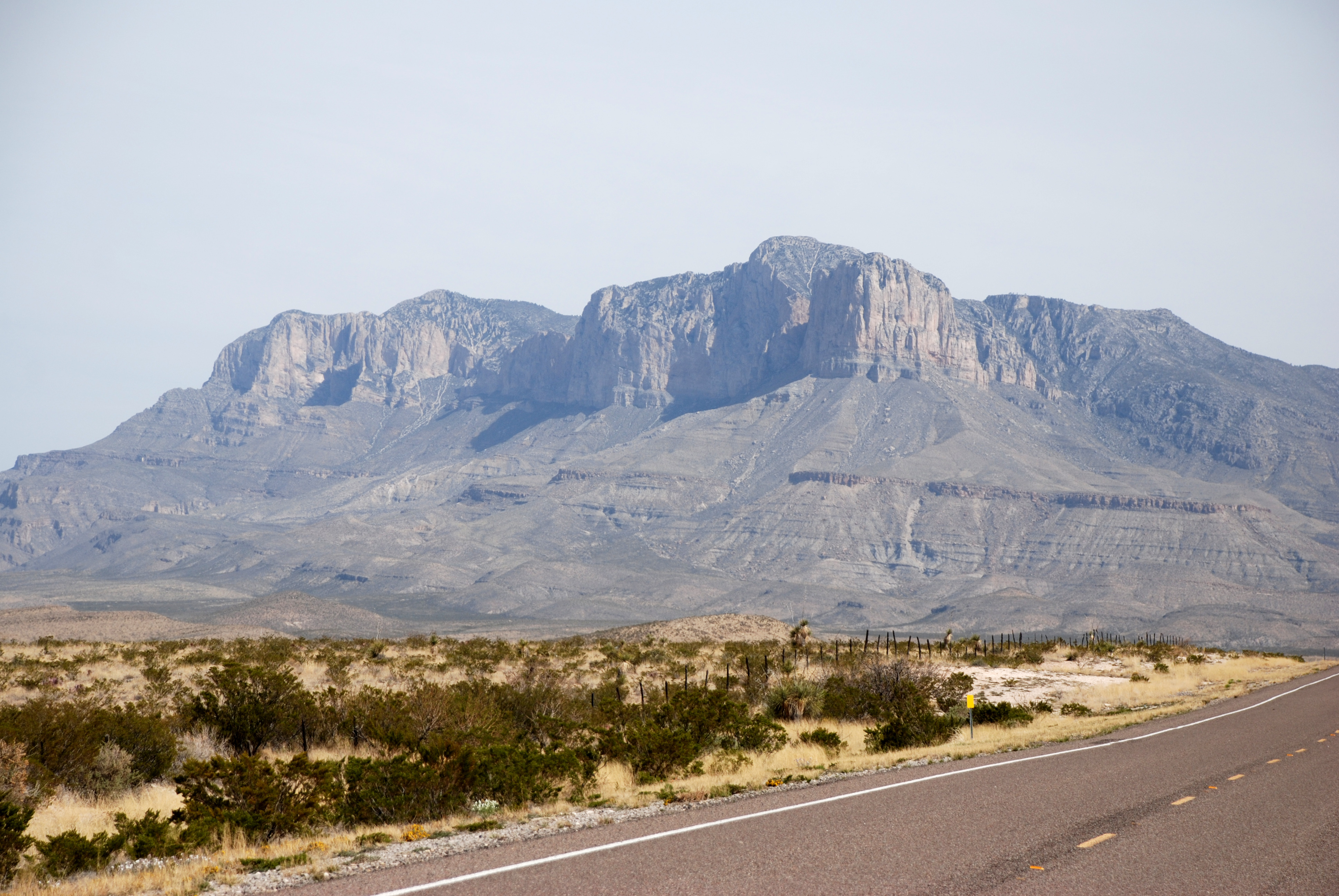
Гуадалупе-Пик и Эль-Капитан с юга
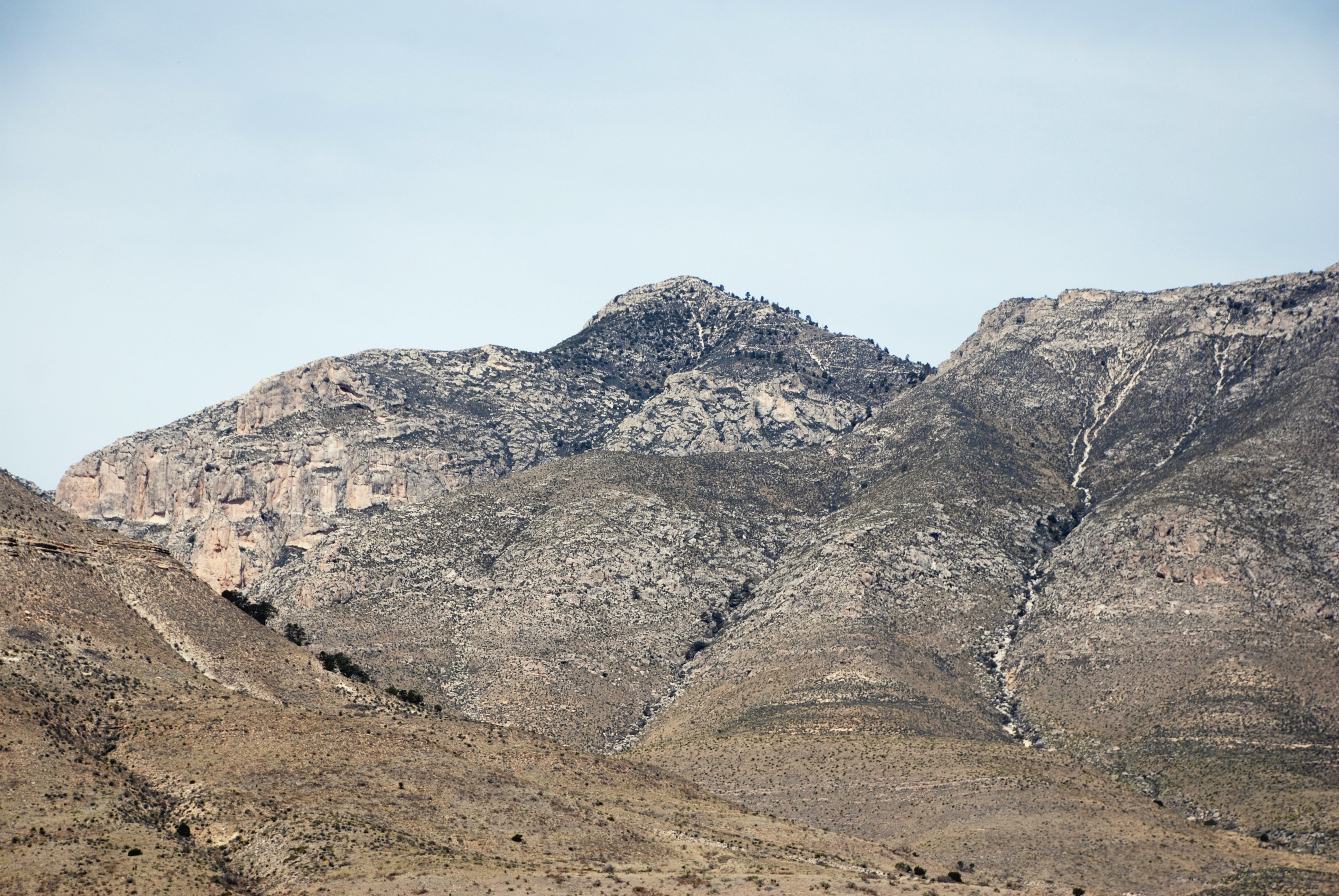
Вид на Гуадалупе-Пик с востока
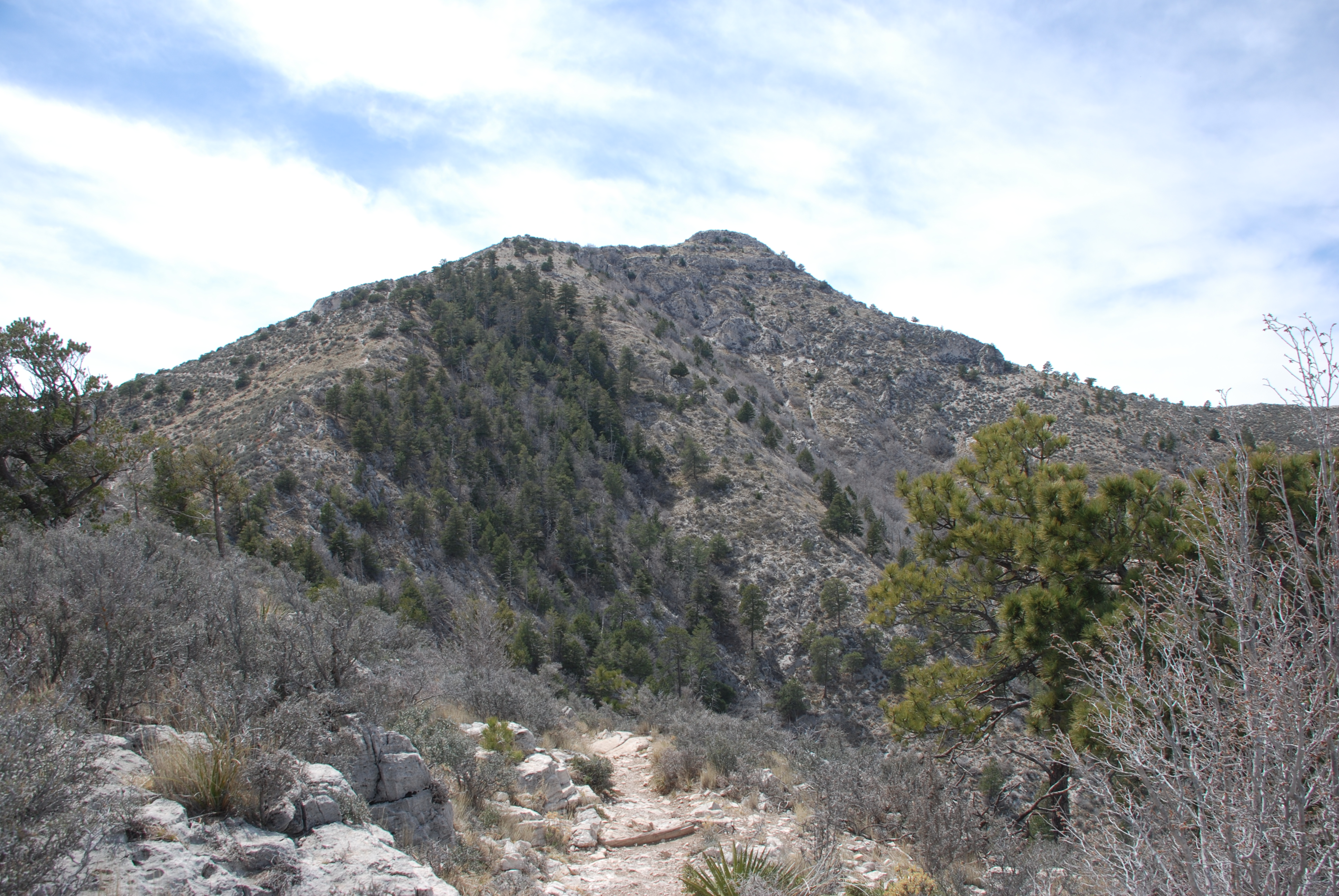
Вид на Гуадалупе-Пик с тропы
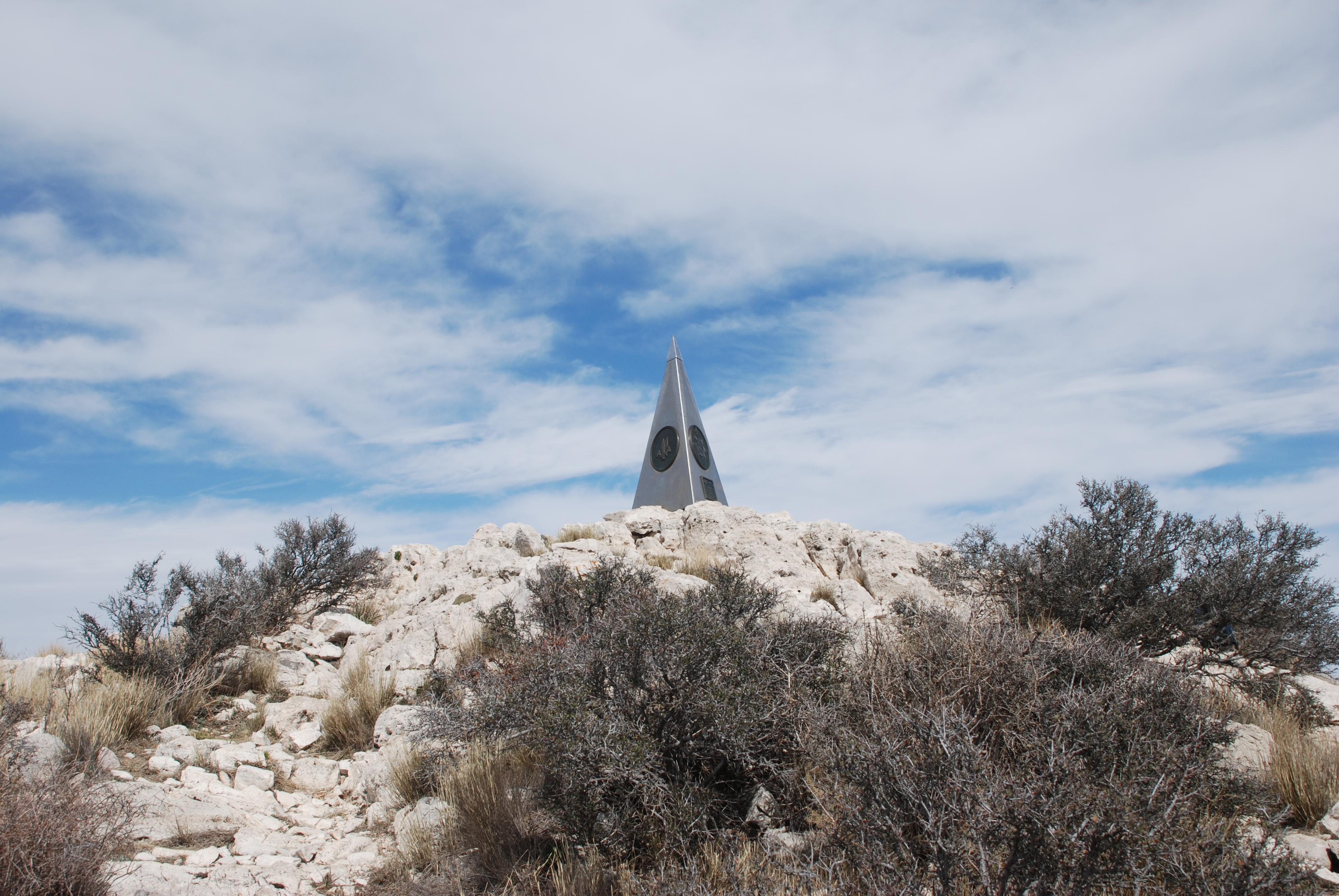
Вершина Гуадалупе-Пика